# Macrojoppa similis
Macrojoppa similis là một loài tò vò trong họ Ichneumonidae.